# Joël Wangö
Joël Wangö (født Joël Sevander Nilsson 18. maj 1886-31. maj 1971) var en hallandsk præst, forfatter og lokalhistoriker, bl.a. kendt for sin Knäred i gången tid fra 1933.